# Papua Nuova Guinea ai Giochi della XXXII Olimpiade
La Papua Nuova Guinea ha partecipato ai Giochi della XXXII Olimpiade, che si sono svolti a Tokyo, Giappone, dal 23 luglio all'8 agosto 2021 (inizialmente previsti dal 24 luglio al 9 agosto 2020 ma posticipati per la pandemia di COVID-19) con otto atleti, quattro uomini e quattro donne.
Si è trattato dell'undicesima partecipazione di questo paese ai Giochi estivi.

## Delegazione
| Sport             | Uomini | Donne | Totale |
| ----------------- | ------ | ----- | ------ |
| Atletica leggera  | 0      | 1     | 1      |
| Nuoto             | 1      | 1     | 2      |
| Pugilato          | 1      | 0     | 1      |
| Sollevamento pesi | 1      | 1     | 2      |
| Vela              | 1      | 1     | 2      |
| Totale            | 4      | 4     | 8      |

## Atletica leggera
| Q | Qualificato al turno successivo per la posizione in qualificazione                                                           |
| q | Qualificato per il turno successivo per ripescaggio o, negli eventi su campo, conquistando la misura minima per qualificarsi |

Femminile
Eventi su campo
| Atleta         | Evento         | Qualifica | Qualifica | Finale          | Finale          |
| Atleta         | Evento         | Misura    | Posizione | Misura          | Posizione       |
| -------------- | -------------- | --------- | --------- | --------------- | --------------- |
| Rellie Kaputin | Salto in lungo | 6.40 m    | 19a       | non qualificata | non qualificata |

## Nuoto
| Atleta         | Gara                            | Batterie | Batterie | Semifinali      | Semifinali      | Finale          | Finale          |
| Atleta         | Gara                            | Tempo    | Pos.     | Tempo           | Pos.            | Tempo           | Pos.            |
| -------------- | ------------------------------- | -------- | -------- | --------------- | --------------- | --------------- | --------------- |
| Ryan Maskelyne | 200 m rana maschili             | 2'15"33  | 32       | non qualificato | non qualificato | non qualificato | non qualificato |
| Judith Meauri  | 50 metri stile libero femminili | 32''89   | 53       | non qualificata | non qualificata | non qualificata | non qualificata |

## Pugilato
| Atleta   | Evento                | Sedicesimi               | Ottavi di finale     | Quarti di finale     | Semifinali           | Finale               | Pos.            |
| Atleta   | Evento                | Avversario Risultato     | Avversario Risultato | Avversario Risultato | Avversario Risultato | Avversario Risultato | Pos.            |
| -------- | --------------------- | ------------------------ | -------------------- | -------------------- | -------------------- | -------------------- | --------------- |
| John Ume | Pesi leggeri (-63 kg) | H. Garside (AUS) P (RSC) | non qualificato      | non qualificato      | non qualificato      | non qualificato      | non qualificato |

## Sollevamento pesi
| Atleta     | Evento | Strappo   | Strappo    | Slancio   | Slancio    | Totale | Classifica |
| Atleta     | Evento | Risultato | Classifica | Risultato | Classifica | Totale | Classifica |
| ---------- | ------ | --------- | ---------- | --------- | ---------- | ------ | ---------- |
| Morea Baru | -61 kg | 118       | 12         | 147       | 10         | 265    | 10         |
| Dika Toua  | -49 kg | 71        | 13         | 95        | 8          | 166    | 10         |

## Vela
Femminile
| Atleta        | Evento       | Regata | Regata | Regata | Regata | Regata | Regata | Regata | Regata | Regata | Regata | Regata | Regata | Regata | Punteggio totale | Punteggio netto | Classifica |
| Atleta        | Evento       | 1      | 2      | 3      | 4      | 5      | 6      | 7      | 8      | 9      | 10     | 11     | 12     | M      | Punteggio totale | Punteggio netto | Classifica |
| ------------- | ------------ | ------ | ------ | ------ | ------ | ------ | ------ | ------ | ------ | ------ | ------ | ------ | ------ | ------ | ---------------- | --------------- | ---------- |
| Te'ariki Numa | Laser        | 35     | 35     | 35     | 35     | 35     | 34     | 32     | 34     | 34     | 32     | N.D.   | N.D.   | N.D.   | 341              | 306             | 35°        |
| Rose-Lee Numa | Laser Radial | 44     | 42     | 40     | 44     | 40     | 39     | 38     | 43     | 44     | 43     | N.D.   | N.D.   | N.D.   | 417              | 373             | 44a        |